# Murder Comes to Town
Murder Comes to Town è un documentario di criminologia statunitense, che è andato in onda negli Stati Uniti dal 13 gennaio 2014 al 2018 su Investigation Discovery e in Italia su Giallo. Racconta omicidi scioccanti avvenuti in piccoli centri abitati e rivela tutto quello che può succedere in luoghi solitari. Il documentario è anche disponibile in streaming su Discovery+ col titolo Murder Comes to Town: L'assassino va in città.

## Episodi
| Stagione | Episodi | Prima TV USA | Prima TV italiana |
| -------- | ------- | ------------ | ----------------- |
| 1        | 6       | 2014         |                   |
| 2        | 10      | 2014-2015    | 2015              |
| 3        | 10      | 2016         |                   |
| 4        | 10      | 2017         |                   |
| 5        | 10      | 2018         |                   |

### Stagione 1 (2014)
| n° | Titolo originale          | Titolo italiano               | Prima TV USA     |
| -- | ------------------------- | ----------------------------- | ---------------- |
| 1  | Rumor Has It              | La voce si è sparsa           | 13 gennaio 2014  |
| 2  | The Devil Wears Sneakers  | Il delitto è servito          | 20 gennaio 2014  |
| 3  | All-American Sweet Hearts | Il mostro della porta accanto | 27 gennaio 2014  |
| 4  | Mr. & Mrs. Fantastic      | I coniugi fantastici          | 3 febbraio 2014  |
| 5  | No Average Trouble Maker  | Il cadavere nel bosco         | 10 febbraio 2014 |
| 6  | End of an Era             | La fine di un'era             | 17 febbraio 2014 |

### Stagione 2 (2014-2015)
| n° | Titolo originale           | Titolo italiano                                       | Prima TV USA     |
| -- | -------------------------- | ----------------------------------------------------- | ---------------- |
| 1  | Lurking in the Hollers     | Nascosti nella valle                                  | 29 dicembre 2014 |
| 2  | Horror in the Heartland    | Horror in the Heartland, Orrore nel cuore della città | 5 gennaio 2015   |
| 3  | Who Killed Thanksgiving?   | Chi ha ucciso il giorno del ringraziamento?           | 12 gennaio 2015  |
| 4  | Stipps Hill Massacre       | Il massacro di Stipps Hill                            | 19 gennaio 2015  |
| 5  | He'd Do It Again           | L'avrebbe rifatto                                     | 26 gennaio 2015  |
| 6  | Friend or Foe              | Amico o nemico                                        | 2 febbraio 2015  |
| 7  | Secrets of a Country Store | Il segreto di Country Store                           | 9 febbraio 2015  |
| 8  | Cowboys from Hell          | Cowboy dall'Inferno                                   | 16 febbraio 2015 |
| 9  | Lord of the Rockies        | Il signore delle rocce                                | 23 febbraio 2015 |
| 10 | My Dearest Diary           | Il diario segreto                                     | 2 marzo 2015     |

### Stagione 3 (2016)
| n° | Titolo originale              | Titolo italiano                 | Prima TV USA     |
| -- | ----------------------------- | ------------------------------- | ---------------- |
| 1  | A Place She'd Call Hoe        | Un posto che chiamerebbe casa   | 25 gennaio 2016  |
| 2  | Who Killed the Music?         | Chi ha ucciso la musica?        | 11 gennaio 2016  |
| 3  | The Message in Red            | Codice rosso                    | 18 gennaio 2016  |
| 4  | Mommy, Please Come Home       | Mamma vieni a casa              | 20 febbraio 2016 |
| 5  | Mom Makes Four                | La mamma è la quarta a scoprire | 8 febbraio 2016  |
| 6  | The Nightmare After Christmas | Incubo dopo Natale              | 15 febbraio 2016 |
| 7  | The Night Stalker Attacks     | Il colpo dell'omicida           | 22 febbraio 2016 |
| 8  | Lookin' for Souls to Steal    | Anima da rubare                 | 29 febbraio 2016 |
| 9  | Prints of Darkness            | Omicidio nell'oscurità          | 7 marzo 2016     |
| 10 | Last Walk to Bad Creek        | Ultima passeggiata a Bad Creek  | 14 marzo 2016    |

### Stagione 4 (2017)
| n° | Titolo originale             | Titolo italiano                     | Prima TV USA   |
| -- | ---------------------------- | ----------------------------------- | -------------- |
| 1  | Wicked Witness               | Testimone deceduto                  | 4 marzo 2017   |
| 2  | Open Door Policy             |                                     | 11 marzo 2017  |
| 3  | Coal Miner's Slaughter       | Macello dai minatori                | 18 marzo 2017  |
| 4  | Who's Missing Now            | Chi manca adesso?                   | 25 marzo 2017  |
| 5  | Answering the Call           | Rispondere alla chiamata            | 1 aprile 2017  |
| 6  | Roses Are Red, Murder Is Too | Le rose sono rosse, l'omicidio pure | 8 aprile 2017  |
| 7  | Say It Ain't So              | Non è così                          | 15 aprile 2017 |
| 8  | Who Killed Miss Brown Sugar? | Chi ha ucciso Miss Brown Sugar?     | 22 aprile 2017 |
| 9  | The Cost of Competition      | Il prezzo del successo              | 29 aprile 2017 |
| 10 | Dorothy Did Right            | Dorothy ha fatto bene               | 6 maggio 2017  |

### Stagione 5 (2018)
| n° | Titolo originale         | Titolo italiano                | Prima TV USA   |
| -- | ------------------------ | ------------------------------ | -------------- |
| 1  | Trailing the Devil       | Tragedia nel bosco             | 5 giugno 2018  |
| 2  | No Witnesses             | Nessun testimone               | 11 giugno 2018 |
| 3  | Hellfire in the Hollow   |                                | 19 giugno 2018 |
| 4  | Friendly Foes            | Nemici amici                   | 19 giugno 2018 |
| 5  | Tragedy Comes in Pairs   | Tragedia in New Messico        | 3 luglio 2018  |
| 6  | The Dangers of Success   | Le tragedie arrivano in coppia | 10 luglio 2018 |
| 7  | Something's Not Right    |                                | 17 giugno 2018 |
| 8  | End of Watch             | Fine dei giochi                | 23 luglio 2018 |
| 9  | The Sinner and the Saint |                                | 31 luglio 2018 |
| 10 | The Last Face She Saw    | L'ultima faccia che vide       | 7 agosto 2018  |

Gli episodi sono narrati in italiano da Marco Mete. Il doppiaggio è diretto da Multimedia Network. 